# Betula minor
Betula minor är en björkväxtart som först beskrevs av Edward Tuckerman, och fick sitt nu gällande namn av Merritt Lyndon Fernald. Betula minor ingår i släktet björkar, och familjen björkväxter. Inga underarter finns listade.